# Чемпионат России по кёрлингу среди женщин
Чемпионат России по кёрлингу среди женщин — ежегодное соревнование российских женских команд по кёрлингу. Проводится с 1993 года по системе «зима—весна».
С 2015 соревнования проходят в двух дивизионах (до 2014 — в трёх) — группах «А» и «Б». Организатором является Федерация кёрлинга России.

## Формула соревнований
Первенство разыгрывается между командами, входящими в группу «А». 10 составляющих её команд проводят однокруговой турнир. Места распределяются по общему количеству побед. В случае равенства побед между двумя или более участниками приоритет отдаётся результатам личных встреч. 10-я команда покидает группу «А». Её меняет победитель группы «Б». В переходных матчах за право играть в следующем сезоне в ведущем дивизионе встречаются 9-я команда группы «А» и 2-я группы «Б».
С 2015 введена стадия плей-офф, в которой играют 4 лучшие команды по итогам предварительного двухкругового турнира.

## Призёры
| Год  | 1-е место                           | 2-е место                           | 3-е место                                |
| ---- | ----------------------------------- | ----------------------------------- | ---------------------------------------- |
| 1993 | ВГПИ (Вологда)                      | «Кёрлинг клуб» (Санкт-Петербург)    |                                          |
| 1994 | «Кёрлинг клуб» (Санкт-Петербург)    | ВГПИ (Вологда)                      | МАИ (Москва)                             |
| 1995 | СКА ВМФ (Санкт-Петербург)           | «Лесгафтовец» (Санкт-Петербург)     | ВГПУ (Вологда)                           |
| 1996 | СКА (Санкт-Петербург)               | «Лесгафтовец» (Санкт-Петербург)     | ВГПУ (Вологда)                           |
| 1997 | СКА (Санкт-Петербург)               | «Лесгафтовец» (Санкт-Петербург)     | ВГПУ (Вологда)                           |
| 1998 | СКА (Санкт-Петербург)               | «Лесгафтовец» (Санкт-Петербург)     | «Лесгафтовец»-2 (Санкт-Петербург)        |
| 1999 | «Динамо» (Москва)                   | СКА (Санкт-Петербург)               | МАИ-«Авиа» (Москва)                      |
| 2000 | СКА (Санкт-Петербург)               | «Москвич» (Москва)                  | СКА-2 (Санкт-Петербург) «Юнион» (Москва) |
| 2001 | «Москвич» (Москва)                  | СКА (Санкт-Петербург)               | СКА-2 (Санкт-Петербург)                  |
| 2002 | «Москвич» (Москва)                  | СКА-2 (Санкт-Петербург)             | «Юнион» (Москва)                         |
| 2003 | «Москвич» (Москва)                  | СКА-2 (Санкт-Петербург)             | «Юнион» (Москва)                         |
| 2004 | Москва                              | «Юнион» (Москва)                    | СКА-2 (Санкт-Петербург)                  |
| 2005 | Москва                              | «Москвич» (Москва)                  | СКА (Санкт-Петербург)                    |
| 2006 | «Москвич» (Москва)                  | СКА (Санкт-Петербург)               | «Москвич»-2 (Москва)                     |
| 2007 | Москва                              | «Москвич» (Москва)                  | СКА (Санкт-Петербург)                    |
| 2008 | Москва                              | «Москвич» (Москва)                  | Московская область                       |
| 2009 | Москва                              | «Москвич» (Москва)                  | СКА-1 (Санкт-Петербург)                  |
| 2010 | Москва                              | «Москвич» (Москва)                  | «Москвич»-2 (Москва)                     |
| 2011 | «Москвич» (Москва)                  | Москва                              | «Москвич»-2 (Москва)                     |
| 2012 | Москва                              | «Москвич» (Москва)                  | «Альбатрос» (Калининград)                |
| 2013 | Москва-2                            | Москва-1                            | «Альбатрос» (Калининград)                |
| 2014 | Москва-1                            | «Альбатрос» (Калининград)           | Москва-2                                 |
| 2015 | Москва-1                            | «Адамант»-1 (Санкт-Петербург)       | Краснодарский край (Сочи)                |
| 2016 | Москва-1                            | Краснодарский край (Сочи)           | «Адамант»-1 (Санкт-Петербург)            |
| 2017 | Краснодарский край (Сочи)           | «Адамант»-1 (Санкт-Петербург)       | Москва                                   |
| 2018 | Воробьёвы горы-1 (Москва)           | «Адамант»-1 (Санкт-Петербург)       | «Адамант»-2 (Санкт-Петербург)            |
| 2019 | «Адамант» (Санкт-Петербург)         | Краснодарский край (Сочи)           | Московская область-1 (Дмитров)           |
| 2020 | «Адамант» (Санкт-Петербург)         | Краснодарский край-1 (Сочи)         | Московская область-2 (Дмитров)           |
| 2021 | Краснодарский край 2 (Сочи)         | Краснодарский край 1 (Сочи)         | Санкт-Петербург 1 (Санкт-Петербург)      |
| 2022 | Санкт-Петербург 2 (Санкт-Петербург) | Санкт-Петербург 1 (Санкт-Петербург) | Московская область 2 (Дмитров)           |
| 2023 | Краснодарский край 2 (Сочи)         | Санкт-Петербург 2 (Санкт-Петербург) | Московская область 1 (Дмитров)           |
| 2024 | Московская область 1 (Дмитров)      | Санкт-Петербург 2 (Санкт-Петербург) | Санкт-Петербург 3 (Санкт-Петербург)      |
| 2025 | УОР №2 (Санкт-Петербург)            | Иркутская область - Комсомолл 1     | Санкт-Петербург 1 (Санкт-Петербург)      |